# Volkswagen Beetle
Volkswagen Beetle, tên chính thức là Volkswagen Type 1, tên không chính thức trong tiếng Đức là Käfer (có nghĩa là "bọ cánh cứng"/ bọ rùa), trong các nước nói tiếng Anh là Bug, và được biết đến bởi nhiều biệt danh khác trong các ngôn ngữ khác. là xe hơi kinh tế có hai cửa, truyền động phía sau, có thể chở năm người (sau này, Beetles được giới hạn chỉ chở bốn người ở một số quốc gia). Xe này đã  được hãng ô tô Đức Volkswagen (VW) sản xuất và đưa ra thị trường từ 1938 đến 2003. Với hơn 21 triệu xe được sản xuất, Beetle là chiếc xe được sản xuất lâu nhất và được sản xuất nhiều nhất trong một nền tảng duy nhất từng được tạo ra.
Nhu cầu về một chiếc xe hơi của mọi người (Volkswagen trong tiếng Đức và trong thế giới nói tiếng Anh đầu thế kỷ 20 là "xe dân gian"), khái niệm và mục tiêu chức năng của nó được nhà lãnh đạo Đức Quốc xã, Adolf Hitler, đưa ra. Hitler muốn một chiếc xe đơn giản, rẻ tiền được sản xuất hàng loạt cho mạng lưới đường mới của đất nước mình (Reichsautobahn). Các thành viên của đảng Xã hội Quốc gia, với một khoản phụ phí bổ sung, đã được hứa sẽ có phiên bản xe đầu tiên, nhưng cuộc nội chiến ở Tây Ban Nha đã chuyển phần lớn nguồn lực sản xuất xe hơi sang sản xuất phương tiện quân sự để hỗ trợ Francisco Franco. Kỹ sư trưởng Ferdinand Porsche và nhóm của ông đã phải chờ đến năm 1938 để hoàn thiện thiết kế xe. Béla Barényi được cho là người đầu tiên nghĩ ra thiết kế ban đầu cho chiếc xe này vào năm 1925, Được Mercedes-Benz chú ý trên trang web của họ, bao gồm bản vẽ kỹ thuật ban đầu của ông, 5 năm trước khi Porsche tuyên bố hoàn thành phiên bản ban đầu của mình. Ảnh hưởng đối với thiết kế của những chiếc xe đương đại khác của Porsche, như Tatra V570, và đóng góp của Josef Ganz cho dòng xe này vẫn là một chủ đề tranh chấp. Kết quả nó là dòng xe đầu tiên của Volkswagen và một trong những chiếc xe có động cơ truyền dẫn phía sau đầu tiên kể từ thời đại Brass. Với 21.529.464 xe được sản xuất, Beetle là chiếc xe được sản xuất lâu nhất và được sản xuất nhiều nhất trong một nền tảng duy nhất từng được tạo ra.
Mặc dù được thiết kế vào những năm 1930, do Thế chiến II, Beetles dành cho dân sự chỉ bắt đầu được sản xuất với số lượng đáng kể vào cuối những năm 1940. Chiếc xe sau đó được chỉ định mã nội bộ là Volkswagen Type 1, và được bán trên thị trường đơn giản với cái tên Volkswagen. Các mô hình sau này được chỉ định là Volkswagen 1200, 1300, 1500, 1302 hoặc 1303, ba mô hình trước cho thấy sự dịch chuyển của động cơ, hai mô hình sau có số lấy từ số mã mô hình. Chiếc xe được biết đến rộng rãi ở nước Đức với tên Käfer (tiếng Đức nghĩa là "bọ cánh cứng") và sau đó được bán trên thị trường với tên này ở Đức, và tên Volkswagen ở các quốc gia khác. Ví dụ, ở Pháp, nó được biết đến với cái tên Coccinelle (tiếng Pháp là bọ rùa). Năm 1943, Roy Fedden đã xin cấp bằng sáng chế, [  Lưu trữ ngày 11 tháng 5 năm 2021 tại Wayback Machine ] GB570814, 'Những cải tiến liên quan đến phương tiện giao thông đường bộ', với nội dung là một chiếc xe giống hệt với VW Käfer.
Bản gốc xe 25 mã lực Beetle được thiết kế cho tốc độ tối đa khoảng 100 km/h (62 mph), đó sẽ là một tốc độ chạy khả thi trên hệ thống Reichsautobahn. Khi tốc độ Autobahn tăng lên trong những năm sau chiến tranh, công suất của động cơ đã được tăng lên 36, rồi 40 mã lực, cấu hình tồn tại đến năm 1966 và trở thành động cơ "cổ điển" của Volkswagen. Beetle đã tạo ra nhiều biến thể: chủ yếu là 'Type 2 xe buýt' năm 1950, Karmann Ghia năm 1955, cũng như những chiếc xe gia đình Loại 3 'Ponton' năm 1961 và Xe ô tô loại 4 (411/412) năm 1968, cuối cùng tạo thành cơ sở của một loạt sản phẩm hoàn toàn động cơ phía sau của VW. Do đó, Beetle đã đánh dấu một xu hướng đáng kể, dẫn đầu là Volkswagen, và sau đó là Fiat và Renault, với việc bố trí động cơ phía sau, truyền động bánh sau tăng từ 2,6 phần trăm sản xuất xe hơi của lục địa Tây Âu năm 1946 đến 26,6 phần trăm vào năm 1956. Vào năm 1959, ngay cả General Motors cũng đã cho ra mắt một chiếc xe có động cơ phía sau làm mát bằng không khí, Chevrolet Corvair tườngwhich thậm chí còn chia sẻ động cơ phẳng của Beetle và kiến trúc trục xoay.
Theo thời gian, hệ dẫn động cầu trước và những xe hơi thân hatchback dần chiếm lĩnh thị trường xe hơi nhỏ ở châu Âu. Vào năm 1974, chiếc hatchback Golf bánh trước của chính hãng Volkswagen đã thay thế cho chiếc Beetle. Vào năm 1994, Volkswagen đã tiết lộ Concept One, một chiếc xe ý tưởng mang phong cách "retro" giống với Beetle ban đầu, và vào năm 1998 đã giới thiệu " New Beetle ", được xây dựng trên nền tảng xe Golf đương đại với kiểu dáng gợi nhớ đến Type 1 nguyên bản. Nó vẫn được sản xuất cho đến năm 2010 và được Beetle (A5) kế tục vào năm 2011, biến thể cuối cùng của Beetle, cũng gợi nhớ nhiều hơn đến Beetle gốc. Sản xuất dòng xe này đã ngừng hoàn toàn vào năm 2019.
Trong cuộc thi Car of the Century năm 1999, để xác định chiếc xe có ảnh hưởng nhất thế giới trong thế kỷ 20, Type 1 đứng thứ tư, sau Ford Model T, Mini và Citroën DS.

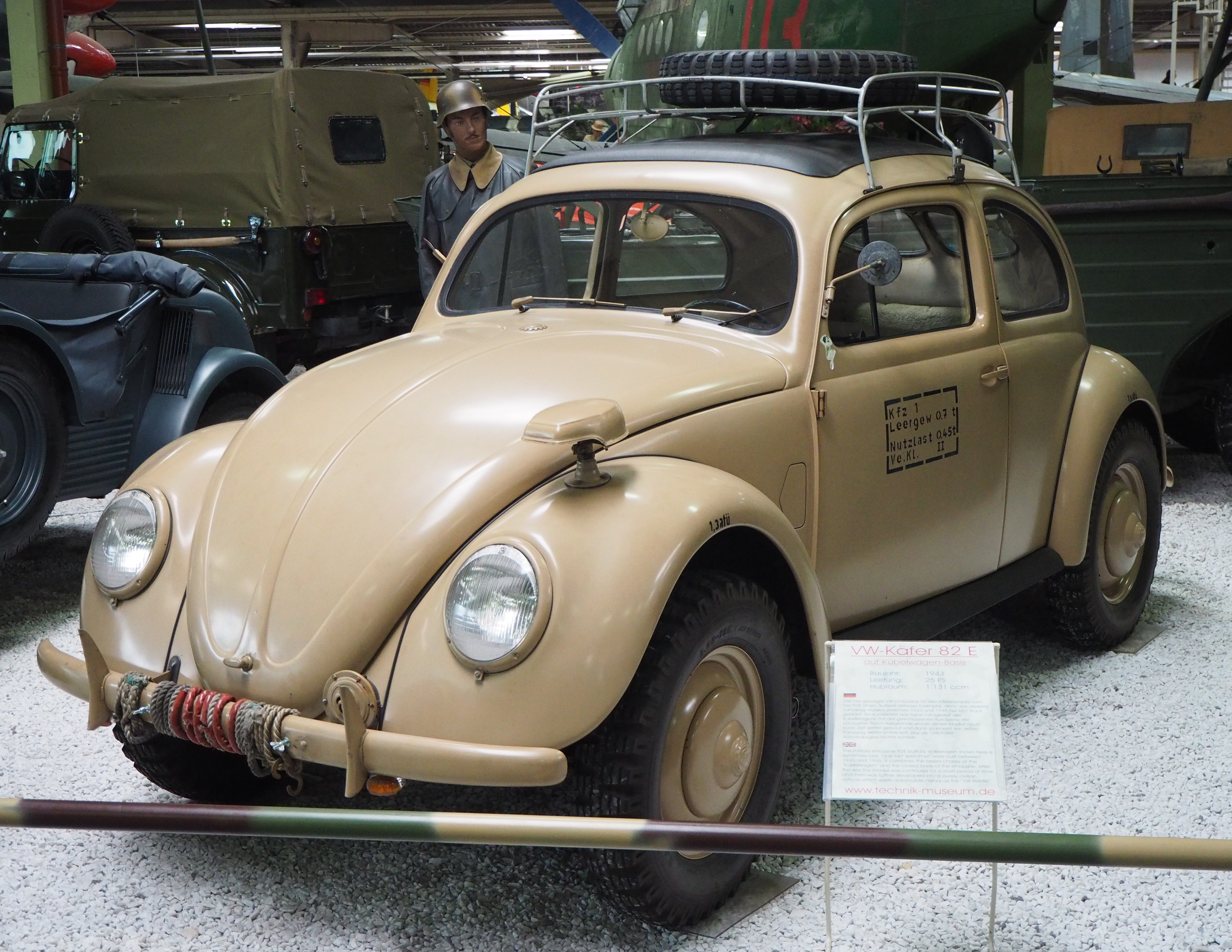
Typ 82E, đời năm 1943
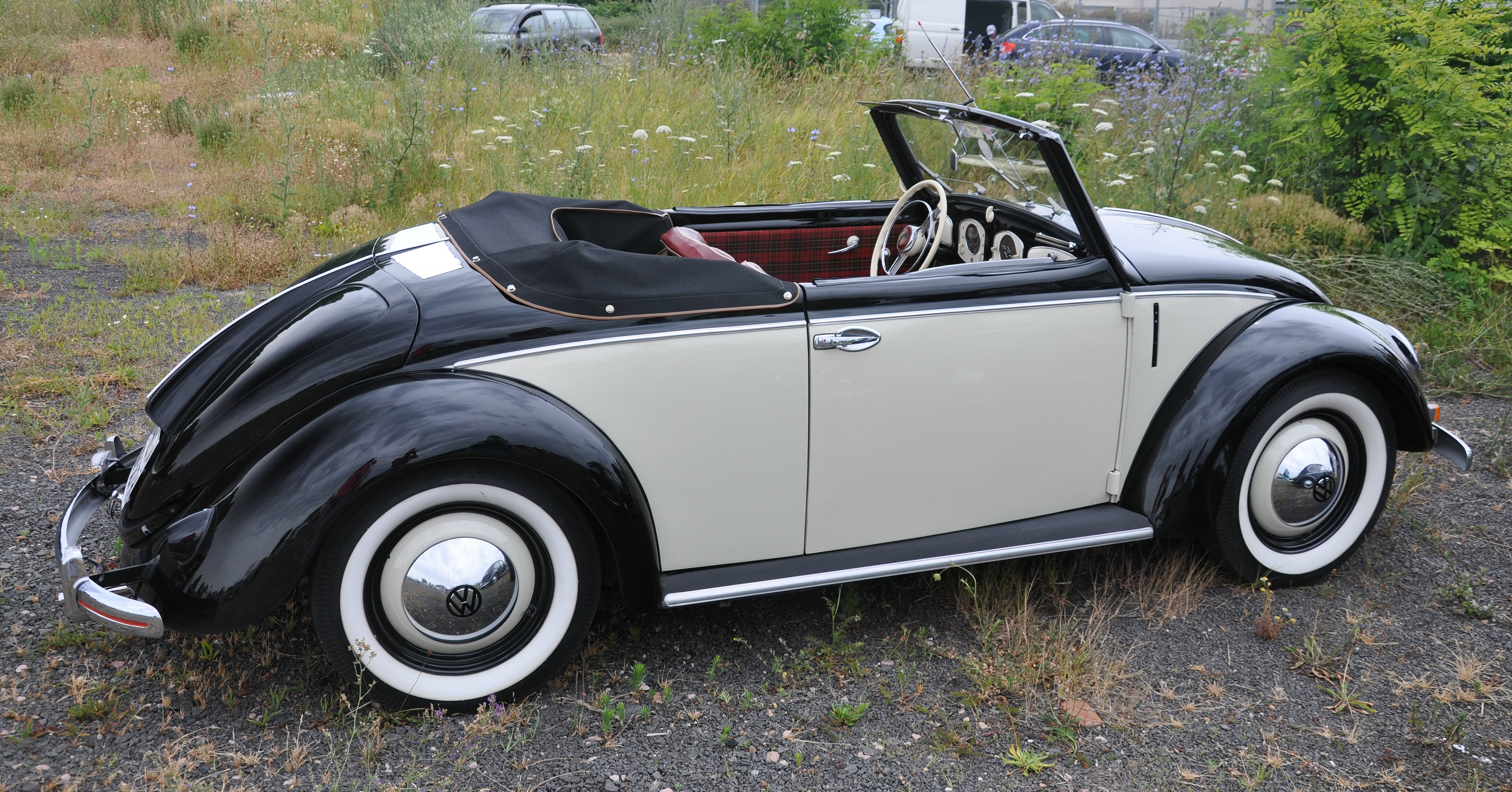
Cabriolet (1948-1952)
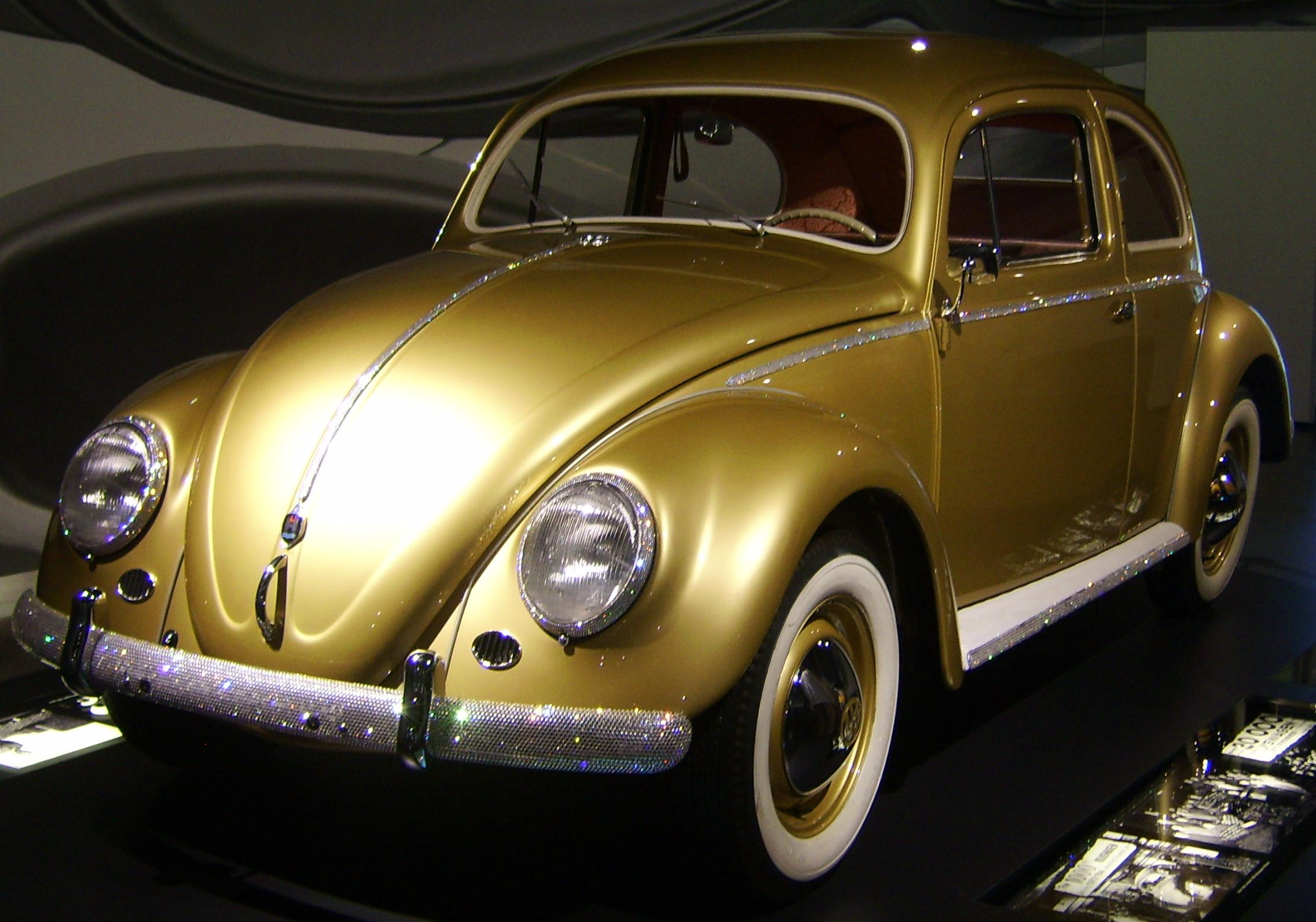
Volkswagen Beetle thứ 1 triệu, năm 1955
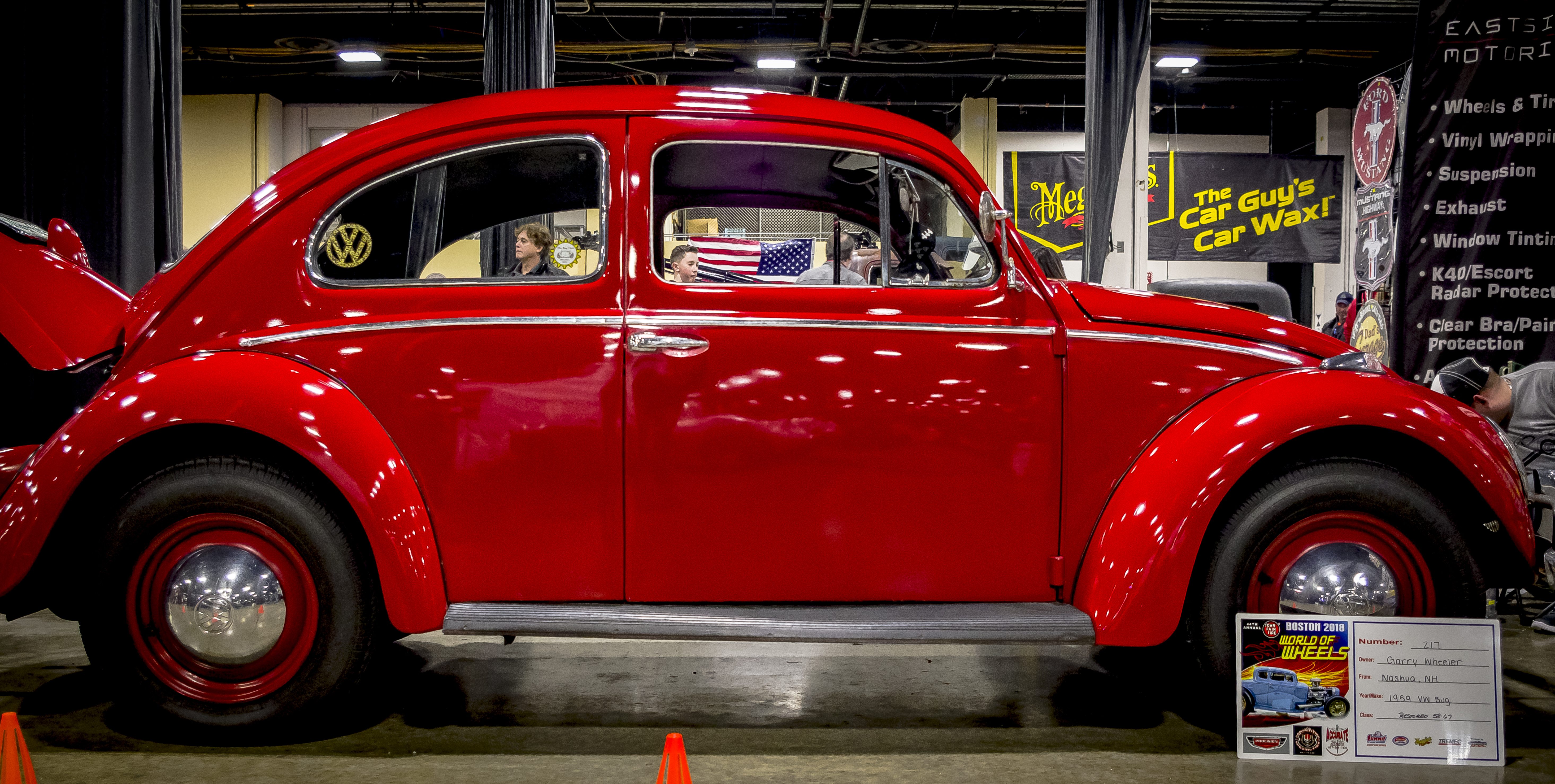
Đời 1959
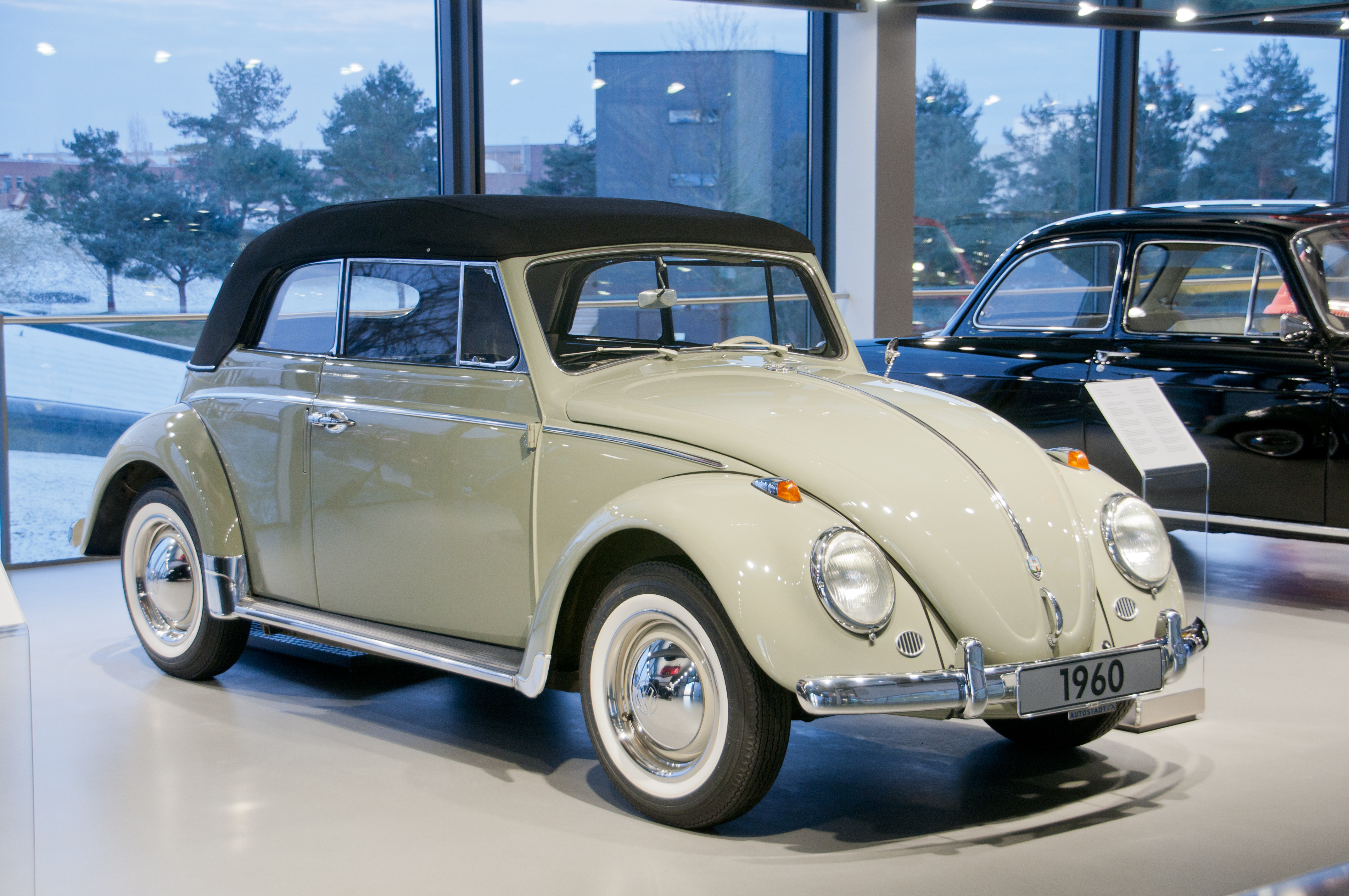
VW 1200 Cabriolet, năm 1960
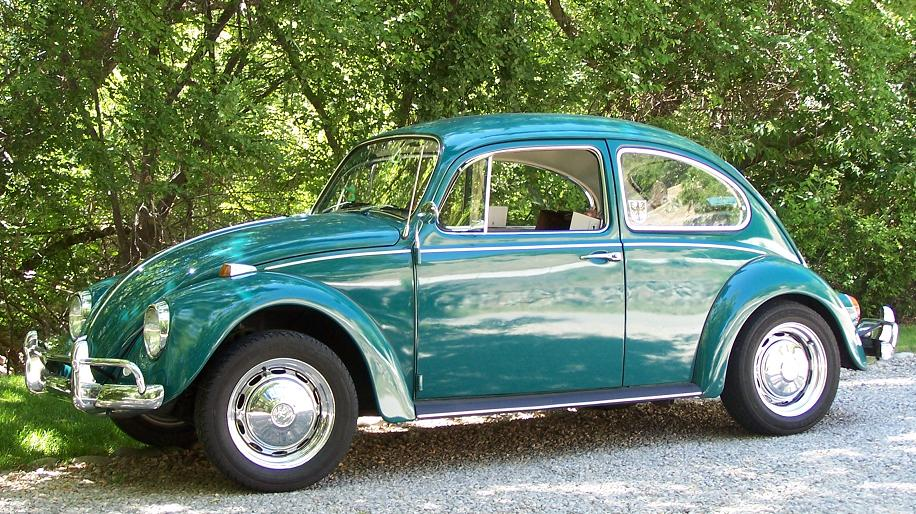
Năm 1967
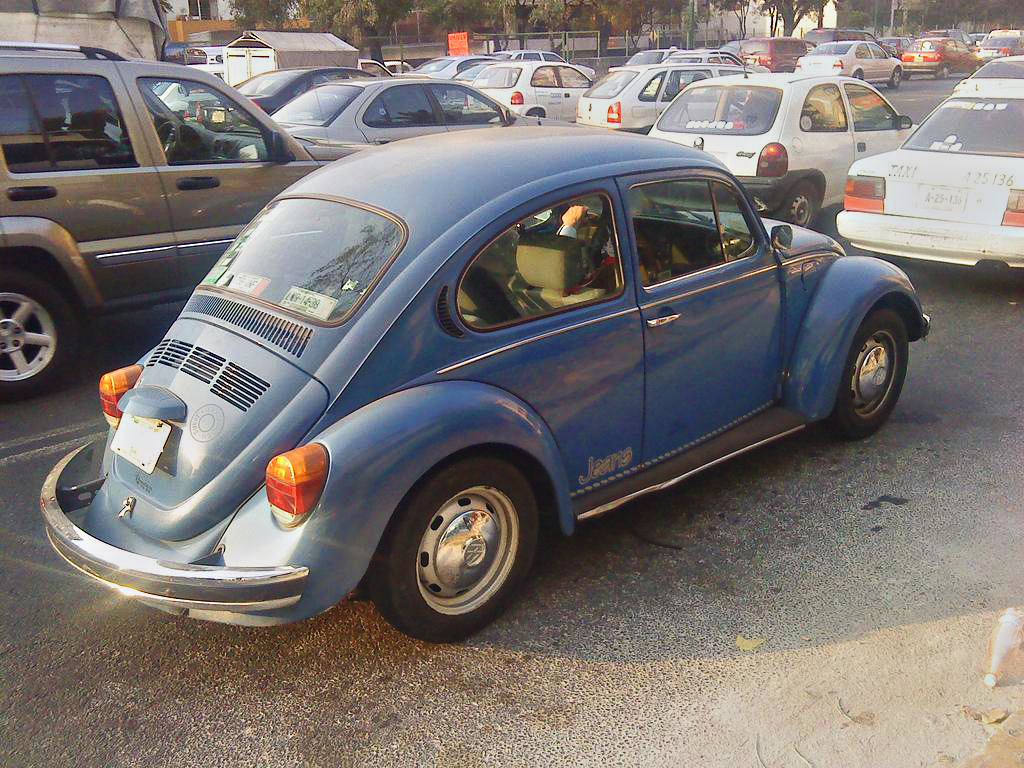
Năm 1995 ở Mễ Tây Cơ
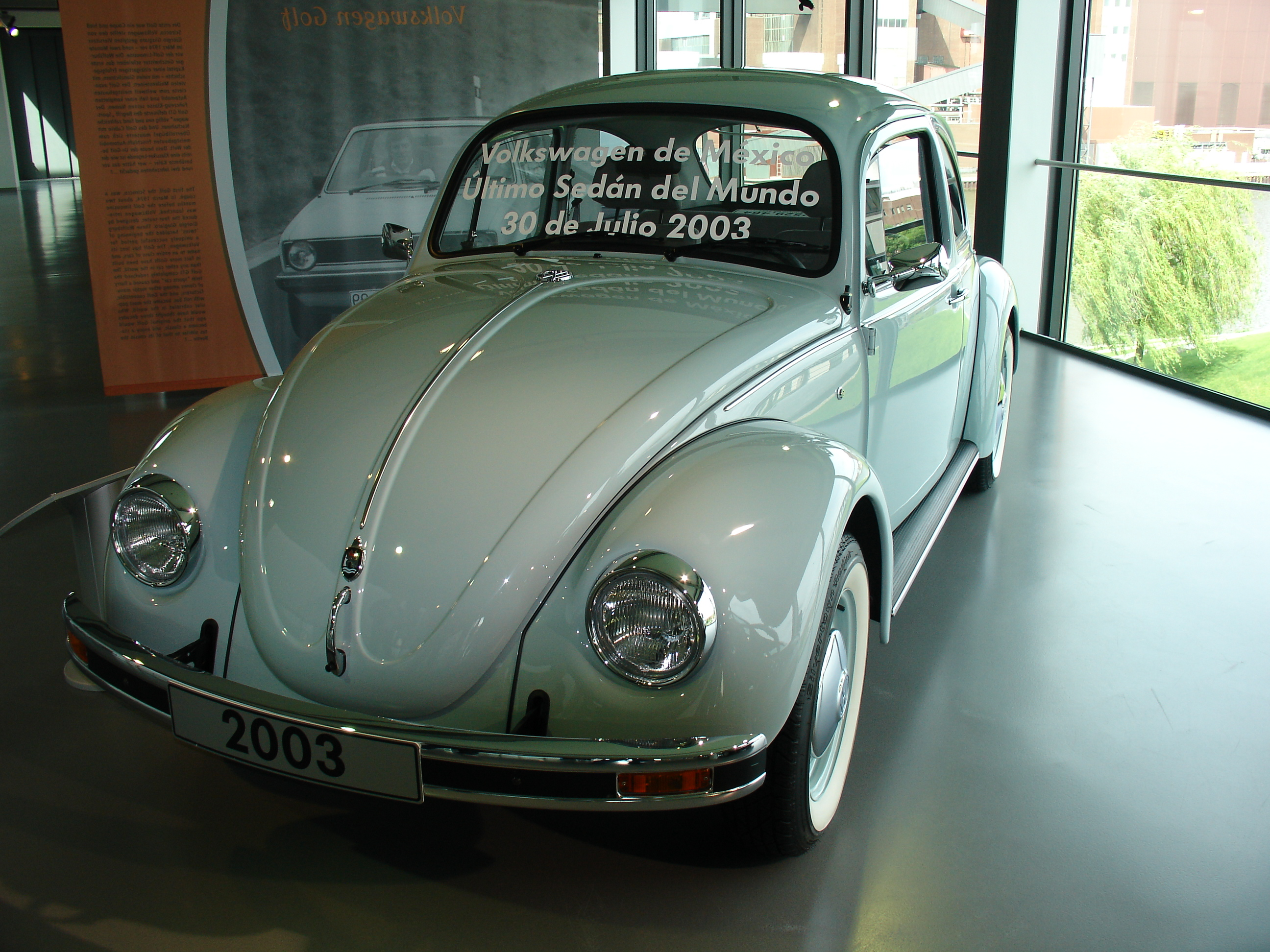
Đời xe Beetle cuối cùng năm 2003 ở Mễ Tây Cơ
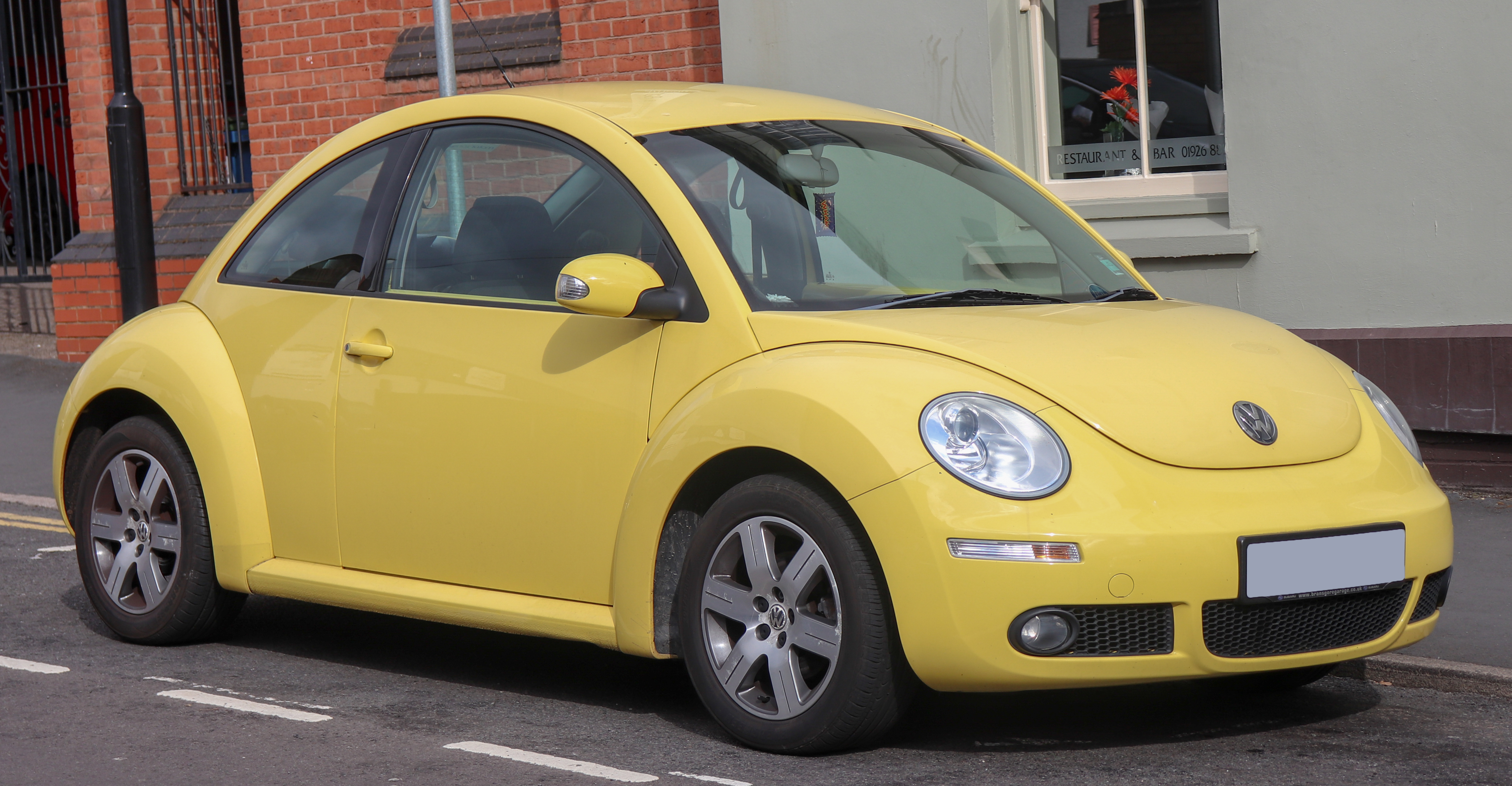
Volkswagen New Beetle, 2006
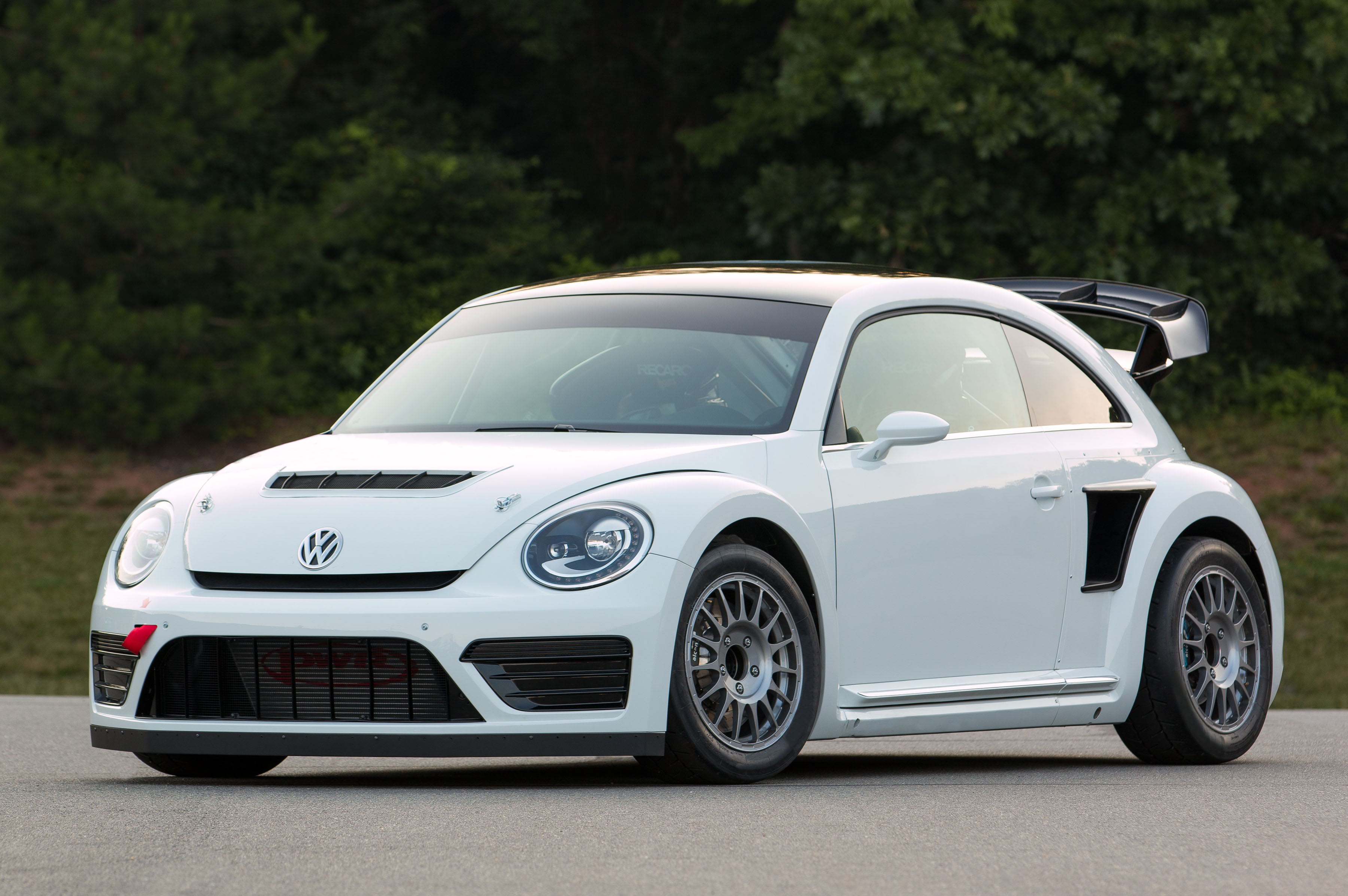
VW Beetle A5 (2011-2019)